# Chinook (vind)

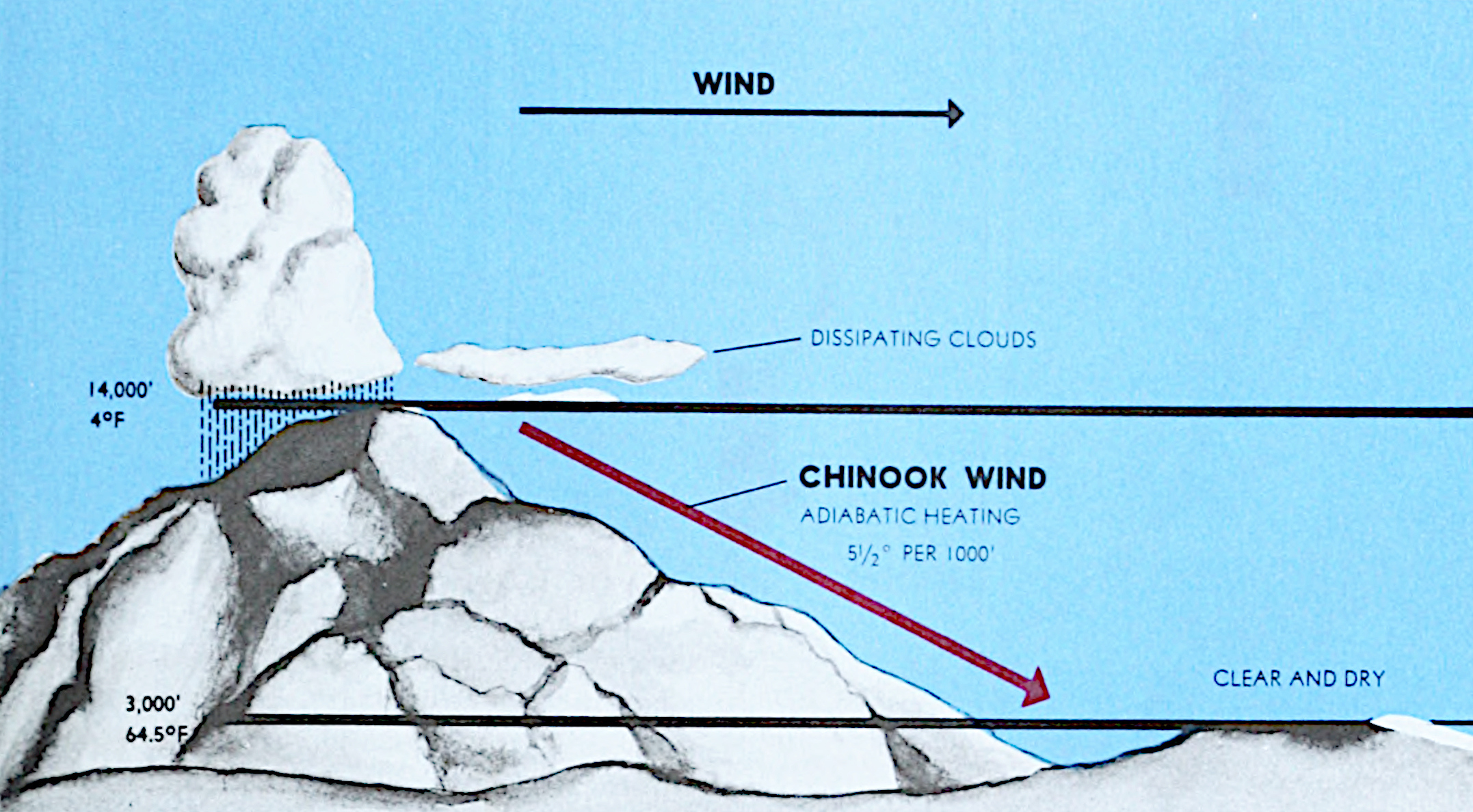

Chinook-vinden är en varm västanvind från Klippiga bergen. Chinook betyder snö-ätare på indianspråk. Den är en av flera namngivna regionala vindar. Se även Monsunvind och Mistral.